# Любовта на Жулиета
„Любовта на Жулиета“ (на английски: Letters to Juliet) е американско-италианска романтична комедийна драма от 2010 г. с участието на Аманда Сайфред, Кристофър Игън, Гаел Гарсия Бернал, Ванеса Редгрейв, Франко Неро и Оливър Плат. Това е последният филм на режисьора Гари Уиник преди смъртта му на 27 февруари 2011 г. 
Филмът е пуснат по кината в Северна Америка и в други държави на 14 май, 2010 г. Идеята за филма е вдъхновена от документалната книга „Писма до Жулиета“ от 2006 г. на Лиз Ив Фридман и Сийл Ян Фридман, в която се разказва за феномена на писмата до най-известната романтична героиня на Уилям Шекспир.

## Сюжет
Внимание:  Текстът по-долу разкрива сюжета на произведението (или части от него)!
Софи Хол (Аманда Сайфред) е млада американка, която работи в списание "The New Yorker" като служител, проверяващ факти. Тя заминава на предмеден месец заедно със своя годеник-готвач Виктор (Гаел Гарсия Бернал) за Верона. Той не се впечатлява от италианската романтика и си оползотворява времето, за да провежда проучвания за своя собствен ресторант, който предстои да бъде открит, като често не обръща внимание на Софи. Докато тя разглежда Верона, разбира, че всяка година в двора на Къщата на Жулиета се оставят хиляди писма до героинята на Шекспир, написани от жени от цял свят, търсещи утеха и любовни съвети. Писмата се събират и се отговарят от група, наречена "Секретарките на Жулиета".  Заинтригувана, Софи моли да се присъедини към тях. По-късно тя открива неотговорено писмо, написано през 1957 г. от младо английско момиче на име Клеър Смит. Там Клеър отправя молба към Жулиета за насоки относно връзката й с момче на име Лоренцо Бартолини. Софи желае да отговори на писмото и след няколко дни вече възрастната Клеър (Ванеса Редгрейв) пристига във Верона с внука си Чарли Уаймън (Кристофър Игън), който е адвокат. Клеър и Софи мигновено се харесват една друга, докато Софи и Чарли в началото не се разбират. 
Клеър разкрива, че в младостта си е планирала да избяга с Лоренцо, но след това му се е противопоставила от страх и докато в крайна сметка се е омъжила за друг мъж, тя никога не е забравила Лоренцо. Вече овдовяла, Клеър решава да последва съвета, даден в отговора на Софи, и да потърси отдавна изгубената си любов, въпреки възраженията на Чарли срещу идеята. Софи се присъединява към тях, надявайки се, че историята, свързана с Клеър и Лоренцо, може да даде тласък на писателската й кариера и е искрено заинтересована от крайния резултат. 
Софи разбира, че в Тоскана има седемдесет и четирима души с името Лоренцо Бартолини и групата решава да ги посети възможно най-много с надеждата да намери правилния. През това време младата жена и Чарли се сближават. След няколкодневно търсене, те намират един друг Лоренцо, който е починал, натъжавайки Клеър. Чарли, неудовлетворен от ситуацията, се нахвърля срещу Софи и я обвинява, че не знае какво е истинска загуба. Забелязващата спора, Клеър казва на Чарли, че майката на Софи я е изоставила, когато е била на девет години и настоява той да й се извини.  На следващия ден Софи разговаря с Чарли за любовта и вярата си, че въпросният Лоренцо Бартолини е все още жив, и двамата си споделят целувка, въпреки че девойката стои настрана от него. 
В последния им ден на търсене, предчувствайки, че то ще бъде напразно, Клеър посочва едно лозе и моли да спрат, за да могат да изпият едно прощално питие за Софи. Докато Чарли шофира, Клеър забелязва млад мъж, който прилича точно на нейния Лоренцо. Те откриват, че младият мъж всъщност е внук на Лоренцо, когото търсят, и че семейство Бартолини притежава лозето, което са дошли да посетят. Клеър и въпросният Лоренцо (Франко Неро) най-накрая се събират отново и групата прекарва следобеда в дома му, споделяйки храна с цялото семейство Бартолини. По-късно, докато Софи се връща към Верона, Клеър казва на Чарли да я следва, но виждайки младата девойка с Виктор, той си тръгва. 
Обратно в Ню Йорк, редакторът на Софи, Боби (Оливър Плат), е впечатлен от нейната история и се съгласява да я публикува. Изтощена от различията и липсата на страст във връзката им, Софи се разделя с Виктор. 
Тя получава покана да присъства на сватбата на Клеър и Лоренцо. Кацайки в Италия, решава да наеме кабриолет Audi A3, за да стигне напряко към събитието. Клеър прочита отговора на Софи на нейното оригинално писмо до Жулиета, което поставя началото на събитията, но Софи изтича разплакана, след като вижда Чарли с жена на име Патриша, която той спомена, че е името на бившата му приятелка. Чарли тръгва след Софи и я намира да стои на балкон, където тя признава, че го обича, но му казва да се върне при приятелката си. Той разкрива, че тази Патриша е негова братовчедка, а не приятелка. Потвърждавайки, че обича Софи, се изкачва по лозата до балкона, пресъздавайки известната сцена от "Ромео и Жулиета", но случайно пада надолу. Лежейки на земята, те се целуват, докато Клеър, Лоренцо и гостите на сватбата идват да видят какво се е случило.

## Актьорски състав
- Аманда Сайфред – Софи Хол
- Кристофър Игън – Чарли Уаймън
- Гаел Гарсия Бернал – Виктор
- Ванеса Редгрейв – Клеър Смит
- Франко Неро – Лоренцо Бартолини
- Луиза Раниери – Изабела, една от четирите секретарки на Жулиета
- Марина Масирони – Франческа, една от секретарките на Жулиета
- Милена Вукотич – Мария, една от секретарките на Жулиета
- Луиза де Сантис – Анджелина, майката на Изабела
- Лидия Бионди – Донатела, една от секретарките на Жулиета
- Даниел Емилио Балдок – Лоренцо Бартолини 2
- Стефано Гуерини – Лоренцо Бартолини 3
- Оливър Плат – Боби, шефът на Софи
- Ашли Лили – Патриша

## Саундтрак
- You Got Me – Колби Кайла
- Chianti Country
- Verona – Анди Джорджис
- Un Giorno Così – 883
- Per Avere Te – Франко Морсели
- Quando, Quando, Quando – Лора Джейн (като Лиса Джейн) и Крис Ман
- Variations On A Theme By Mozart – от Вълшебната флейта на Волфганг Амадеус Моцарт, опус 9
- Sospesa – Малика Айейн и Пасифико
- Per Dimenticare – Зеро Асолуто
- Sono Bugiarda (I'm A Liar) – Катерина Касели
- Guarda Che Luna – Фред Бускалионе
- Love Story – Тейлър Суифт
- What If – Колби Кайла